# Croatia Open Umag 1998
Il Croatia Open Umag 1998 è stato un torneo di tennis giocato sulla terra rossa.
È stata la 9ª edizione del Croatia Open Umag che fa parte della categoria International Series nell'ambito dell'ATP Tour 1998.
Si è giocato a Umago in Croazia dal 27 luglio al 2 agosto 1998.

## Campioni

### Singolare
Bohdan Ulihrach ha battuto in finale  Magnus Norman con il punteggio di 6–3, 7–6

### Doppio
Neil Broad /  Piet Norval hanno battuto in finale  Jiří Novák /  David Rikl con il punteggio di 6–1, 3–6, 6–3